# AQ (囲碁ソフトウェア)
AQ(エーキュー)は、日本のプログラマーの山口祐によって開発されたコンピュータ囲碁ソフトウェアである。

## 概要
GTPに対応したオープンソースの囲碁思考エンジン。AlphaGoの論文をもとに作られた。AQは"Artificial Quasi-intelligence(人工擬似知能)"の略。
ソフトウェアは本体はC++での記述、TensorFlowを使用してニューラルネットワークの一部を実装。 GPUバージョンは、CUDAを利用したNVIDIAグラフィックカードのみをサポート。

### 更新履歴
- 2017年9月にリリースされたバージョン2.0.0では、OSにLinuxのみをサポートしたする最初のバージョンがリリースされた。
- 2017年10月に、Windowsをサポート。また、3枚以上のグラフィックカードをサポートするためにv2.0.3（v2.0.3.1を含む）がリリースされた[1]。
- 2018年1月、ニューラルネットワークのデータが更新されたバージョン2.1.1がリリースされた[1]。

## 成績
2017年の『第一回世界AI囲碁オープン』(第一屆世界智能圍棋公開賽)で第7位を獲得。2017年の『AI竜星戦2017』では予選で第6位、本戦では第4位を獲得。

### CGOS
2018年1月にリリースされたv2.1.1の最新バージョンでは、CGOSでAQ-2.1.1-4t1gの登録名でイロレーティングが約3940点に到達した，これは、2018年1月に公開された囲碁ソフトウェアの最高成績となった。

## プロ棋士との対戦
2018年2月20日にAQとプロ棋士3名(芝野虎丸、本木克弥、許家元)との公開対局が行われ、AQ側の1勝2敗となった。